# سان جورج (غويانا الفرنسية)
سان جورج (بالفرنسية: Saint-Georges)‏، وتدعى أحيانا سان جورج دو لوايابوك (بالفرنسية: Saint-Georges-de-l'Oyapock)‏، هي إحدى بلديات دائرة كايين بغويانا الفرنسية. تقع المدينة على نهر وايابوك الذي يشكل الحدود مع البرازيل، في نقابل بلدة أويابوكي في ولاية أمابا. تقدر مساحتها ب 2320 كيلومتر مربع أما عدد سكانها فيقدر ب 3692 نسمة.
‌